# Diocesi di Multan
La diocesi di Multan (in latino Dioecesis Multanensis) è una sede della Chiesa cattolica in Pakistan suffraganea dell'arcidiocesi di Lahore. Nel 2021 contava 302.370 battezzati su 38.840.650 abitanti. È retta dal vescovo Yousaf Sohan.

## Territorio
La diocesi comprende i distretti civili di Multan, Khanewal, Vehari, Lodhran, Bahawalnagar, Bahawalpur, Rahim Yar Khan, Dera Ghazi Khan, Muzaffargarh, Layyah, Rajanpur della provincia del Punjab in Pakistan.
Sede vescovile è la città di Multan, dove si trova la cattedrale del Santissimo Redentore.
Il territorio si estende su 98.705 km² ed è suddiviso in 15 parrocchie.

## Storia
La prefettura apostolica di Multan fu eretta il 17 dicembre 1936 con la bolla Quo apostolici di papa Pio XI, ricavandone il territorio dalla diocesi di Lahore (oggi arcidiocesi).
Il 20 luglio 1939 la prefettura apostolica è stata elevata al rango di diocesi con la bolla Enascens inter infideles di papa Pio XII. Originariamente era suffraganea dell'arcidiocesi di Delhi e Simla (oggi arcidiocesi di Delhi).
Il 15 luglio 1950 è entrata a far parte della provincia ecclesiastica dell'arcidiocesi di Karachi.
L'8 maggio 1955 ha ceduto parte del suo territorio alla diocesi di Rawalpindi (oggi diocesi di Islamabad-Rawalpindi).
Il 13 aprile 1960 ha ceduto parte del suo territorio a vantaggio dell'erezione della diocesi di Lyallpur (oggi diocesi di Faisalabad).
Il 23 aprile 1994 è divenuta suffraganea dell'arcidiocesi di Lahore.

## Cronotassi dei vescovi
Si omettono i periodi di sede vacante non superiori ai 2 anni o non storicamente accertati.
- Francesco Benedetto Cialeo, O.P. † (15 gennaio 1937 - 13 aprile 1960 nominato vescovo di Faisalabad)
- Aloysius Louis Scheerer, O.P. † (13 aprile 1960 - 27 gennaio 1966 deceduto)
- Ernest Bertrand Boland, O.P. † (17 maggio 1966 - 20 ottobre 1984 dimesso)
- Patras Yusaf † (20 ottobre 1984 - 29 dicembre 1998 deceduto)
- Andrew Francis † (3 dicembre 1999 - 13 giugno 2014 dimesso)
- Benny Mario Travas (29 maggio 2015 - 11 febbraio 2021 nominato arcivescovo di Karachi)[3][4]
- Yousaf Sohan, dal 9 dicembre 2022

## Statistiche
La diocesi nel 2021 su una popolazione di 38.840.650 persone contava 302.370 battezzati, corrispondenti allo 0,8% del totale.
| anno | popolazione | popolazione | popolazione | presbiteri | presbiteri | presbiteri | presbiteri                | diaconi | religiosi | religiosi | parrocchie |
| anno | battezzati  | totale      | %           | numero     | secolari   | regolari   | battezzati per presbitero | diaconi | uomini    | donne     | parrocchie |
| ---- | ----------- | ----------- | ----------- | ---------- | ---------- | ---------- | ------------------------- | ------- | --------- | --------- | ---------- |
| 1950 | 40.103      | 10.026.000  | 0,4         | 20         |            | 20         | 2.005                     |         | 20        | 48        |            |
| 1970 | 23.099      | 7.042.918   | 0,3         | 21         | 2          | 19         | 1.099                     |         | 31        | 37        |            |
| 1980 | 30.736      | 12.463.000  | 0,2         | 22         | 4          | 18         | 1.397                     | 1       | 32        | 47        | 10         |
| 1990 | 74.200      | 14.114.000  | 0,5         | 24         | 10         | 14         | 3.091                     |         | 15        | 48        | 10         |
| 1999 | 115.000     | 31.640.000  | 0,4         | 28         | 12         | 16         | 4.107                     |         | 29        | 51        | 17         |
| 2000 | 115.000     | 31.640.000  | 0,4         | 29         | 13         | 16         | 3.965                     |         | 26        | 50        | 17         |
| 2001 | 115.500     | 31.640.456  | 0,4         | 24         | 14         | 10         | 4.812                     | 2       | 18        | 36        | 17         |
| 2002 | 98.865      | 31.640.456  | 0,3         | 23         | 10         | 13         | 4.298                     |         | 30        | 36        | 18         |
| 2003 | 99.015      | 31.900.000  | 0,3         | 22         | 11         | 11         | 4.500                     |         | 23        | 4         | 18         |
| 2004 | 99.375      | 32.162.000  | 0,3         | 25         | 10         | 15         | 3.975                     |         | 31        | 4         | 18         |
| 2013 | 197.747     | 37.487.000  | 0,5         | 21         | 10         | 11         | 9.416                     |         | 36        | 30        | 19         |
| 2016 | 310.000     | 39.821.000  | 0,8         | 27         | 13         | 14         | 11.481                    |         | 45        | 43        | 14         |
| 2019 | 300.500     | 38.600.000  | 0,8         | 32         | 16         | 16         | 9.390                     | 1       | 42        | 46        | 15         |
| 2021 | 302.370     | 38.840.650  | 0,8         | 28         | 14         | 14         | 10.798                    | 1       | 34        | 48        | 15         |